# Llengües mesoamericanes

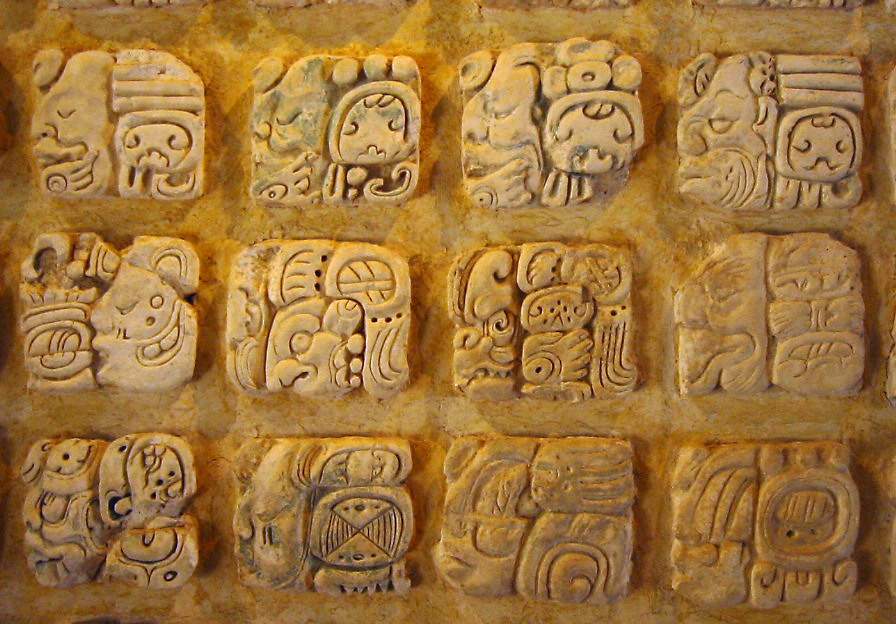
Escriptura maia en estuc al Museo de sitio a Palenque, Mèxic. Un exemple de text en una llengua mesoamericana escrit en un dels sistemes d'escriptura de Mesoamèrica

Llengües mesoamericanes són les llengües indígenes de l'àrea cultural mesoamericana, que abasta el sud de Mèxic, tot Guatemala i Belize i part d'Hondures i El Salvador. La zona es caracteritza per una àmplia diversitat lingüística, ja que conté diversos centenars de llengües diferents i set grans famílies lingüístiques. Mesoamèrica és també una àrea d'alta difusió lingüística en la qual la interacció a llarg termini entre parlants de diferents idiomes a través de mil·lennis ha donat lloc a la convergència de certs trets lingüístics a través de famílies de llengües dispars. El sprachbund mesoamericà es coneix comunament com l'àrea lingüística mesoamericana.
Les llengües de Mesoamèrica també es trobaven entre les primeres a evolucionar tradicions independents d'escriptura. Els textos més antics daten d'aproximadament l'any 1000 aC mentre que la majoria dels textos en els escrits indígenes (com el maia) data del 600-900. Arran de l'arribada dels espanyols al segle xvi, i continuant fins al segle xix, la majoria de les llengües mesoamericanes van ser escrites en alfabet llatí.
Les llengües de Mesoamèrica pertanyen a sis grans famílies: maia, otomang, Mixe-Zoque, totonaca, uto-asteca i llengües txibtxes (només a la frontera sud de la zona), així com un parell de famílies més petites i aïllades, el purépecha (tarasco), huave, llengües tequistlateques i misumalpa. Entre les famílies otomang i maia representen el nombre més gran de parlants, cadascuna amb més d'un milió de parlants. Moltes llengües mesoamericanes avui són llengües amenaçades o en perill d'extinció, però altres, incloent-hi les llengües maies, nàhuatl, mixteca i zapoteca, tenen centenars de milers de parlants i són viables.

## Llengua vs. dialecte
La distinció entre llengües i dialectes relacionats és notòriament vaga a Mesoamèrica. El patró sociocultural mesoamericà dominant a través de milers d'anys s'ha centrat al voltant de la vila o ciutat com a comunitat de més alt nivell en lloc de la nació, regne o nació. Això ha fet que a Mesoamérica cada comunitat vilatana o ciutat estat, anomenada en nàhuatl altepetl, hagi tingut el seu propi estàndard de llengua que, en el cas típic, ha evolucionat per separat dels idiomes estretament relacionats però geogràficament remots. Fins i tot les comunitats geogràficament properes estretament relacionades amb llengües mútuament intel·ligibles no necessàriament s'han vist ètnicament relacionades, o la seva llengua ha estat un factor d'unitat entre elles. La relativa endogàmia de la comunitat urbana també s'ha traduït en una gran diversificació lingüística entre les comunitats tot i la proximitat geogràfica i lingüística, i sovint provoca una baixa intel·ligibilitat entre varietats d'una mateixa llengua que es parla a les comunitats adjacents. L'excepció a aquesta regla és quan una "llengua franca" comuna ha evolucionat per facilitar la comunicació entre els diferents grups lingüístics. Aquest ha estat el cas del nàhuatl clàssic i del maia clàssic, que en diferents moments de la història han estat utilitzats com a llenguatge comú entre els diferents grups ètnics. Per complicar-ho encara més hi ha l'estil de vida seminòmada de molts pobles mesoamericans i els sistemes polítics que sovint han utilitzat la reubicació de comunitats senceres com una eina política. Són comuns els dialectes o variants "encadenades", on dues o tres ciutats adjacents en seqüència tenen una parla prou similar per entendre's força bé, però els que estan separats més àmpliament tenen problemes per entendre's l'un a l'altre, i no hi ha pauses clares que separin de manera natural la continuïtat en subregions coherents.
Tots aquests factors junts han fet que sigui extremadament difícil distingir entre el que constitueix una llengua o un dialecte a Mesoamèrica. Les isoglosses lingüístiques sovint no coincideixen o no prou per a resultar útil quan es tracta de decidir, i els factors sociològics sovint ennuvolen encara més el panorama. La importància dels mesuraments d'intel·ligibilitat (que és en si mateix difícil de mesurar) depèn en gran manera dels propòsits dels analistes i els compromisos teòrics. En castellà la paraula “dialecto” sovint s'ha utilitzat de forma genèrica sobre les llengües indígenes per tal de descriure-les com a inherentment inferiors als idiomes europeus. En els últims anys això ha causat una aversió a la paraula "dialecte" entre els lingüistes de parla hispana i d'altres, i el terme "variant" s'ha aplicat sovint en lloc seu.
Moltes agrupacions lingüístiques mesoamericanes no han tingut noms diferents en ús comú per lluts diferents idiomes i alguns grups lingüístics coneguts per un sol nom mostren una variació prou significativa per a justificar la divisió en diversos idiomes que tenen baixa intel·ligibilitat mútua. Aquest és el cas dels grups lingüístics mixteca, zapoteca i nàhua, que contenen idiomes diferents però que es fa referència a un sol nom. De vegades un sol nom s'ha utilitzat per descriure grups lingüístics que no tenen relació, com és el cas dels termes "popoluca" o "txitximeca". Aquesta escassetat de noms d'idiomes ha significat que la convenció dins de la lingüística mesoamericana en escriure sobre una varietat lingüística específica és esmentar sempre el nom del grup lingüístic ampli, així com el nom de la comunitat, o la ubicació geogràfica en la qual es parla, per exemple nàhuatl de l'istme, zapoteca Zoogocho o chinantec Usila. Alguns grups lingüístics han estat nomenats de manera més adequada. Aquest és el cas dels idiomes maies, amb una diversitat interna sens dubte comparable a la trobada entre els dialectes del nàhuatl, però moltes de les varietats lingüístiques tenen noms diferents, com ara el K'Iché', tzotzil o huastec.

## Visió geogràfica

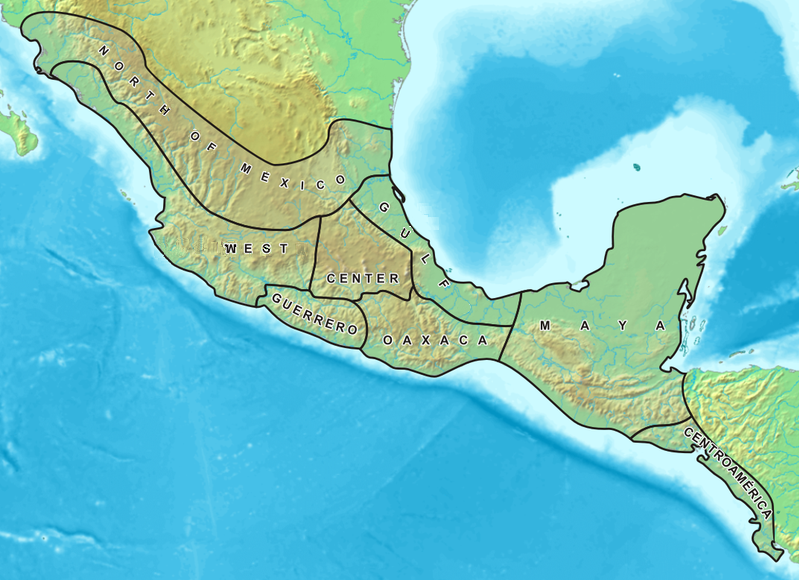
Àrees culturals de Mesoamèrica

Mesoamèrica es pot dividir en subàrees lingüístiques més petites on la difusió lingüística ha estat especialment intensa, o on certes famílies s'han ampliat fins a esdevenir predominants. Un d'aquestes subàrees seria l'àrea maia que cobreix la Península de Yucatán, tota Guatemala i Belize i parts dels estats de Chiapas i estat de Tabasco, on les llengües maies han estat molt predominants. A Chiapas i a la costa del Pacífic de Guatemala els parlants de llengües mixe-zoques van ser inicialment dominants, però amb la difusió de les llengües maies van ser expulsades a la perifèria de les àrees o a bosses aïllades, i el mateix va passar el cas dels parlants xinca i lenca, que probablement també eren parlades a la zona en el període preclàssic. Una altra àrea lingüística és Oaxaca que està dominada pels parlants de llengües otomang; aquí els parlants mixe-zoque també van ser desplaçats a poc a poc pels parlants de llengües zapoteques, així com pels parlants dels idiomes huave i tequistlateca. Oaxaca és l'àrea de major diversitat lingüística de Mesoamérica i els seus 95.400 km² contenen almenys 100 variants lingüístiques mútuament inintel·ligibles. La subàrea comunament anomenada  Mèxic central, que cobreix valls i zones muntanyoses que envolten la Vall de Mèxic, originalment contenia parlants de llengües otomang (Oto-Pame) septentrionals, però, a partir de finals del clàssic aquests idiomes van ser desplaçats a poc a poc pel nàhuatl, que ara és la llengua indígena predominant a la zona.
L'àrea occidental era habitada majoritàriament pels parlants de p'urhépecha i algunes parlants uto-asteca com huichols i nàhuatl. La zona septentrional ha estat habitada per parlants seminòmades de llengües uto-asteques (de llengües tepimanes, cora i huichol), així com pame (Otomang) i altres idiomes que s'han extingit. L'àrea del Golf és tradicionalment la llar dels parlants de llengües totonaques a la zona nord i central i de mixe-zoque a la zona sud. No obstant això la zona nord del golf es va convertir en la llar dels parlants de huasteca en el període preclàssic, i la zona sud va caure sota la dominació nahua en el període postclàssic. L'àrea Centreamericana va ser originalment habitada pels parlants de llengües misumalpa, jicaque i llengües txibtxes que es va convertir en objecte de dominació i influència lingüística dels grups de parla maia en el període clàssic. Guerrero en realitat no constitueix la seva pròpia àrea lingüística, però s'ha vist influïda per les d'Oaxaca, zona occidental o central de Mèxic en diferents moments de la seva història.

## Història lingüística
La història lingüística de les llengües mesoamericanes es pot dividir en els períodes precolombí, colonial i modern.

### Període precolombí
La primera presència humana a Mesoamérica està documentada al voltant de 8000 aC, durant un període conegut com el paleoindi. Les dades lingüístiques, però, incloent-hi la reconstrucció del llenguatge derivat del mètode comparatiu, no arriben més enrere d'aproximadament 5000 anys (cap al final del període Arcaic). Al llarg de la història de Mesoamèrica un nombre indeterminat de llengües i famílies lingüístiques es van extingir i no van deixar evidència de la seva existència. El que se sap sobre la història precolombina de les llengües mesoamericanes és el que es pot suposar per proves lingüístiques, etnohistóriques i arqueològiques. Sovint les hipòtesis relatives a la prehistòria lingüística de Mesoamèrica es basen en molt poques proves.

#### Període arcaic (- 2000 aC)
Es creu que tres grans famílies lingüístiques han tingut les seves llars comunes més recents dins de Mesoamèrica. Els terminis i els llocs en els quals els ancestres comuns d'aquestes famílies les parlaven, esmentats pels lingüistes com protollengües, han estat reconstruïdes per mètodes de la lingüística històrica. Les tres famílies més antigues conegudes de Mesoamèrica són les llengües mixe-zoque, les otomangs i les llengües maies. Es creu que el proto-otomang es va parlar parlat a la vall de Tehuacán entre 5000 i 3000 aC,
encara que només pot haver estat un centre de la cultura otomang, sent una altra possible llar otomang Oaxaca. El proto-maia es parlava a la sierra dels cuchumatanes de Guatemala al voltant de l'any 3000 abans de Crist. El proto-mixe-zoque es parlava a la costa del golf, a l'istme de Tehuantepec i a la costa del Pacífic de Guatemala al voltant de 2000 aC, en una àrea molt més gran que la seva extensió actual. Hom també pot suposar que les llengües totonaques, purépecha, huave i han estat presents a Mesoamèrica en aquest punt, tot i que es desconeix.

#### Period preclàssic (2000 aC - 200)
La primera societat complexa a Mesoamèrica va ser la civilització olmeca, que va sorgir al voltant de l'any 2000 abans de Crist durant el Preclàssic Primerenc. Està documentat que en aquesta època molts idiomes mesoamericans adoptaren préstecs de les llengües mixe-zoque, en particular els préstecs lingüístics relacionats amb conceptes culturalment fonamentals com l'agricultura i la religió. Això ha portat a alguns lingüistes a creure que els portadors de la cultura olmeca parlaven una llengua mixe-zoque i que les paraules es van estendre des de la seva llengua a altres a causa de llur potencial dominació cultural en el període preclàssic, tot i que la relació entre els olmeques i altres grups del Preclàssic encara és objecte de debat (vegeu influències olmeques en les cultures mesoamericanes). Durant aquest temps les llengües otomang es diversificaren i dispersaren per Oaxaca i el centre de Mèxic. A la vall d'Oaxaca, al voltant del 1000 aC va sorgir la cultura zapoteca de parla otomang. La divisió del proto-maia als idiomes maies moderns va començar lentament a aproximadament 2000 aC, quan els parlants de huastec van marxar al nord a la costa del Golf de Mèxic. Les parles uto-asteca encara estaven fora de Mesoamèrica durant el Preclàssic, els seus parlants vivien com a caçadors-recol·lectors seminòmades en el marge nord de la regió i coexistien amb parlants de llengües corachol i llengües otopame.

#### Període clàssic (200-1000)
Durant el període clàssic la situació lingüística esdevé simultàniament més clara i més fosca. Encara que els maies han deixat actualment exemples de la seva escriptura, els investigadors no han pogut determinar les afiliacions lingüístiques de diverses civilitzacions clàssiques importants, incloent-hi Teotihuacan, Xochicalco, Cacaxtla i El Tajín. Durant aquest temps està ben establert que les llengües mixteques es parlen a Tilantongo i zapoteques a Monte Albán (a la vall d'Oaxaca). La situació lingüística de la zona maia és relativament clara; el proto-iucatec i el proto-chola es van establir als seus respectius llocs de Yucatán i a la zona de Tabasco. Prop del 200 dC parlants de la tzeltalana del proto-cholan es van moure cap al sud a Chiapas desplaçant parlants de llengües zoque. Al llarg de la part meridional de l'àrea maia i les terres altes de les elits dels centres clàssics maies parlaven una llengua de prestigi comuna basada en el chola, una variant sovint referit com ch'olti'à clàssic.
Una pregunta important que queda per respondre és quin idioma o idiomes parlaven el poble i els governants de l'imperi de Teotihuacan. Durant la primera part del període clàssic Teotihuacan va aconseguir el domini sobre el centre de Mèxic i lluny en l'àrea maia. Els possibles candidats per al llenguatge de Teotihuacan han estat náhuatl, totonaca o mixe-zoque. Terrence Kaufman ha argumentat que el nàhuatl és un candidat poc probable perquè el proto-nahua no va entrar s Mesoamèrica fins a l'època de la caiguda de Teotihuacan (600 dC), i que el totonaca o mixe-zoque són possibles candidats perquè moltes llengües mesoamericanes han prestat a aquests dos idiomes durant el període Clàssic. Altres troben poc probable el mixe-zoque perquè no s'hi ha trobat assentaments actuals mixe-zoques al centre de Mèxic. Al voltant de 500-600 va entrar una nova família de llengües a Mesoamèrica quan els parlants de proto-nahua, parla uto-asteca meridional, es van traslladar cap al sud al centre de Mèxic. La seva arribada, que coincideix amb el declivi de Teotihuacan, un període d'agitació general i la migració massiva a Mesoamèrica, ha portat els científics a especular que podrien haver estat involucrats d'alguna manera en la caiguda de l'imperi de Teotihuacan.
El que se sap és que en els anys posteriors a la caiguda de Teotihuacan els parlants nàhues ràpidament van assolir el poder al centre de Mèxic i es van expandir cap a àrees anteriorment ocupades pels parlants d'otomang, totonaca i huasteca. Durant aquest temps els grups otomang del centre de Mèxic, com el chiapaneco, chorotega i Subtiaba emigraren al sud arribant alguns d'ells al Salvador i Nicaragua, límits sud de Mesoamèrica. També alguns parlants de nàhua es va traslladar al sud, establint-se alguns a la costa d'Oaxaca, on la seva parla es va convertir en l'idioma pochutec, i altres continuaren cap al Salvador, convertint-se en els ancestres dels parlants del modern pipil.

#### Període postclàssic (1000-1521)
En el període Postclàssic les llengües nahues es diversificaren i dispersaren, portats per la cultura coneguda com a Tolteca. A principis del període postclàssic enfrontaments entre llinatges reials a la Península de Yucatán va fer que els avantpassats dels Itza es desplacessin cap al sud a la selva guatemalenca. Al nord-oest d'Oaxaca parlants de mixteca i llengües Chocho- popoloca construïren amb èxit la ciutat estat de Teotitlán del Camino, que no cauen sota la submissió nahua. Els parlants de llengües otomí (otomí, mazahua i matlatzinca) van ser desplaçats de forma rutinària a les vores dels estats nàhues. Els otomí de Xaltocan, per exemple, van ser traslladats a la força a Otumba a principis de l'imperi asteca.
El nàhuatl portat pels tolteques i més tard per la cultura asteca va esdevenir una llengua franca a tota Mesoamèrica i fins i tot alguns estats maies com el regne quiché de Q'umarkaj l'adoptaren com a llengua de prestigi. A Oaxaca els zapoteques i mixteques van expandir els seus territoris desplaçant lleugerament als parlants de les llengües tequistlateques. Durant aquest temps es consolidà l'imperi purépecha (tarasco) amb base an Tzintzuntzan. Resistiren als altres estats de Mesoamèrica i hi van tenir poc contacte. Probablement com a resultat de la seva política d'aïllament la llengua purépecha és l'única llengua de Mesoamérica que no mostra cap de les característiques associades amb l'àrea lingüística mesoamericana. A Guerrero la parla dels tlapaneques de Yopitzinco era el me'phaa del grup otomang i es mantingueren independents de l'imperi asteca com van assolir algunes de les cultures d'Oaxaca com els mixtecs de Tututepec i els zapoteques de Zaachila. A finals del postclàssic cap al 1400 els zapoteques de Zaachila es van moure a l'istme de Tehuantepec creant una falca dels assentaments de parla zapoteca entre els antics veïns mixes i huaves, que van ser empesos als seus actuals territoris a les vores de l'Istme.

### Període colonial (1521-1821)

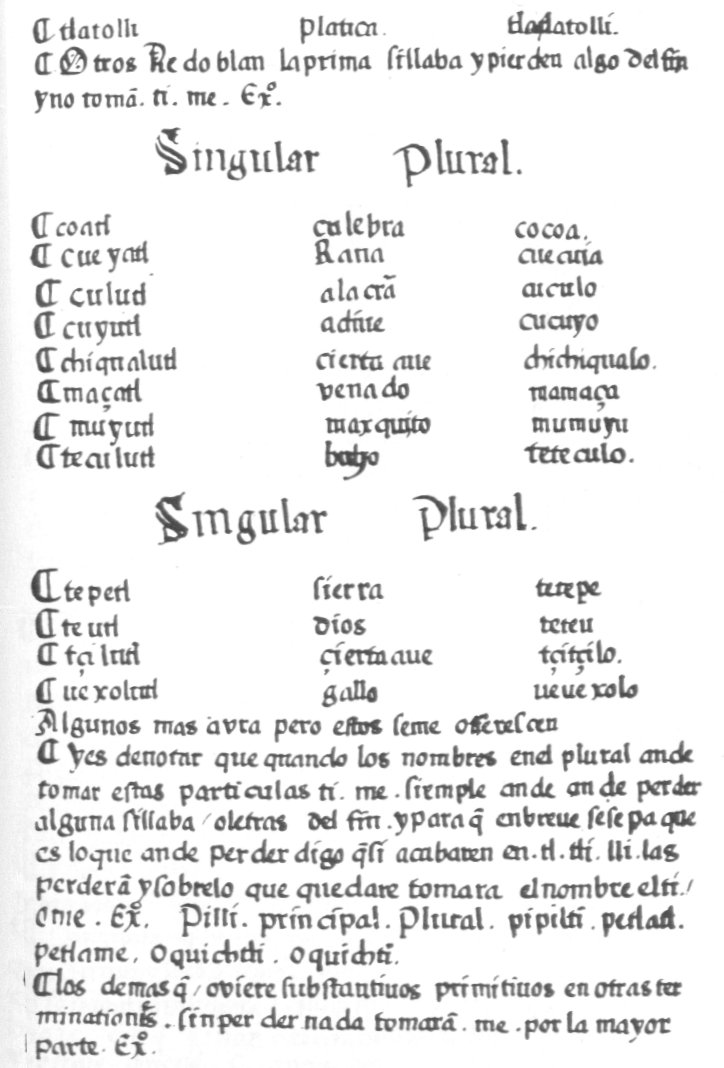
Pàgina de l'"Arte de la Lengua Mexicana" d'Olmos, una gramàtica de la llengua nàhuatl publicada en 1547 tres anys abans que la primera gramàtica del francès.

L'arribada dels espanyols al nou món va girar la situació lingüística de Mesoamèrica a l'inrevés. I a partir de llavors les llengües indígenes han estat objecte de polítiques variables imposades pel domini colonial. El primer impacte va venir de la destrucció de la població indígena per les malalties portades pels europeus. En els dos primers segles de domini espanyol Mesoamèrica va experimentar un descens dramàtic de la població i està ben documentat que diversos petits grups lingüístics es van extingir completament ja al segle xvi. Les polítiques que més van contribuir a un canvi en la situació lingüística de Mesoamèrica foren les polítiques utilitzades per a la conversió dels amerindis al cristianisme. La primera víctima d'aquest procés van ser els sistemes d'escriptura natius que van ser prohibits i els texts existents destruïts, ja que l'església catòlica considerava idolatria l'escriptura pictòrica. Els primers missioners afavoriren l'ensenyament del castellà als seus conversos però a partir de 1555 el primer Consell Mexicà va establir la política que els indis havien de ser convertits en els seus propis idiomes i que els rectors havien de conèixer la llengua indígena de llurs feligresos. Això exigia una educació massiva dels clergues en les llengües natives i l'Església va emprendre aquesta tasca amb gran zel. Institucions d'ensenyament com el Colegio de Santa Cruz de Tlatelolco que va ser inaugurat el 1536 ensenyava llengües clàssiques europees i indígenes als indis i sacerdots. I els gramàtics es van donar a la tasca d'escriure gramàtiques de les llengües indígenes per tal d'ensenyar als sacerdots. Per exemple, la primera gramàtica del nàhuatl, escrit per Andrés de Olmos, va ser publicada en 1547, tres anys abans de la primera gramàtica de la llengua francesa. Durant aquest temps es van dur a terme alguns intents d'alfabetització en llengües indígenes escrites en l'alfabet llatí. En 1570 Felip II d'Espanya va decretar que el nàhuatl esdevingui la llengua oficial de les colònies de Nova Espanya per tal de facilitar la comunicació entre els espanyols i els nadius de les colònies. Al llarg de l'època colonial es van compondre gramàtiques de les llengües indígenes, però estranyament la qualitat d'aquestes eren més altes en el període inicial i van declinar cap als finals del segle xviii. A la pràctica els frares van trobar que l'aprenentatge de totes les llengües indígenes era impossible i van començar a centrar-se en el nàhuatl. Durant aquest període la situació lingüística de Mesoamèrica va ser relativament estable. No obstant això en 1696 Carles II d'Espanya va fer un decret prohibint-ne l'ús de qualsevol altre idioma a part de l'espanyol a tot l'Imperi Espanyol. I en 1770 es va proposar per Reial Cèdula un decret amb el declarat propòsit d'eliminar les llengües indígenes. Això va posar fi a l'ensenyament i a l'escriptura en llengües indígenes i va començar una política estricta de castellanització dels indis. Tanmateix, el fet que avui en dia al voltant de cinc milions de persones a Mesoamèrica parlen llengües indígenes suggereixen que aquesta política no va ser tan efectiva després de tot. El factor més important per a la disminució de les llengües indígenes en aquest període ha estat probablement la marginació social de les poblacions indígenes i les seves llengües, i aquest procés ha estat particularment eficaç en temps moderns.

### Període modern (1821 -)
En l'època moderna el que ha afectat més a les llengües indígenes ha estat la pressió de la marginació social en les poblacions indígenes per part d'una classe mestissa en creixement i d'una creixent institucionalització de la societat hispana. Les llengües indígenes han estat vistes per les classes dirigents com un obstacle per a la construcció dels estats nació homogenis i com un impediment per al progrés social. Aquests punts de vista van provocar un renovat interès en la hispanització de les comunitats indígenes i al mateix temps la introducció de l'ensenyament obligatori en espanyol, que sens dubte ha donat com a resultat una societat més homogènia però que també ha fet molt pel declivi de les llengües indígenes en tot el segle xx. En una sèrie de comunitats indígenes s'ha convertit en pràctica aprendre espanyol primer i la llengua indígena després. Els pares s'han abstingut d'ensenyar als seus fills la seva pròpia llengua per tal de no sotmetre'ls a l'estigmatització social de parlar una llengua indígena, i els joves han après els seus idiomes només en la majoria d'edat i quan començaven a participar en la societat dels adults.
En els últims 20 anys hi ha hagut un canvi evident en les polítiques dels governs dels països de Mesoamèrica cap a les llengües indígenes. Hi ha hagut un reconeixement oficial del seu dret a l'existència i algun tipus de suport governamental, fins al punt de reconèixer-les com a llengües nacionals. S'ha reconegut com a desitjable l'educació bilingüe (en lloc de monolingüe espanyol), encara que no sempre s'aconsegueix en la pràctica. A Guatemala el reconeixement dels idiomes indígenes com a idiomes oficials i una part valuosa de la identitat del país es van produir després de la Guerra Civil que va acabar el 1996. A Mèxic els governs canviants havien parlat sobre el valor del patrimoni indígena del país, però no va ser fins al 2002 que la "Llei General de Drets Lingüístics dels Pobles Indígenes" va establir un marc per a la conservació, cura i desenvolupament de les llengües indígenes.
Malgrat aquests canvis oficials, les velles actituds persisteixen en moltes esferes, i les llengües indígenes no són en cap sentit pràctic a peu d'igualtat amb l'espanyol. En l'actualitat la situació lingüística de les llengües mesoamericanes és més difícil en els països centreamericans com Hondures, El Salvador i Nicaragua, on les llengües indígenes que encara no gaudeixen dels drets o privilegis ara atorgats en altres llocs, i que encara estan sent objecte d'estigmatització social.

## Escriptura

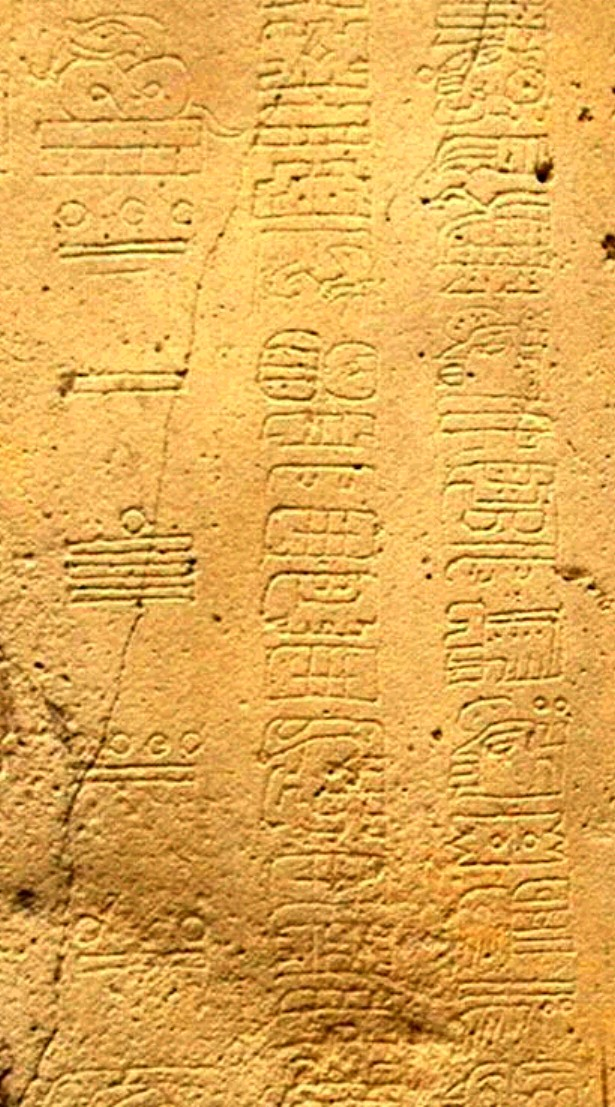
Detall mostrant tres columnes de glifs d'escriptura epi-olmec datat en el segle II Estela 1 de La Mojarra.

Mesoamèrica és un dels pocs llocs al món on l'escriptura s'ha desenvolupat de forma independent al llarg de la història. Les escriptures mesoamericanes desxifrades fins a la data són logosil·làbiques combinant l'ús de logogrames amb sil·labaris, i que sovint són anomenades escriptura jeroglífica. Han estat documentades cinc o sis escriptures diferents a Mesoamérica però els mètodes de datació arqueològica fan que sigui difícil establir quina era més antiga i, per tant, l'antecessora de la que els altres van desenvolupar. Els candidats per ser el primer sistema d'escriptura de les Amèriques són l'escriptura zapoteca, l'escriptura epi-olmeca o ístmica o els escrits de la cultura d'Izapa. El millor documentat i desxifrat sistema d'escriptura mesoamericana i, per tant, el més conegut, és la clàssica escriptura maia. Cultures postclàssiques com l'asteca i mixteca no van desenvolupar veritables sistemes d'escriptura en absolut sinó que utilitzaren l'escriptura semasiogràfica encara que van usar principis fonètics en la seva escriptura per l'ús del principi de la rebus. Els glifs de noms asteques, per exemple, no combinen elements logogràfics amb lectures fonètiques. Des de l'època colonial hi ha un extens còdex mesoamericà escrit en alfabet llatí.

## Tradició literària
La literatura i els texts creats pels indígenes mesoamericans són els més antics i coneguts d'Amèrica per dues raons principals. En primer lloc, el fet que les poblacions natives de Mesoamérica van ser les primeres a interaccionar amb els europeus va assegurar la documentació i la supervivència de les mostres de la literatura en formes intel·ligibles. En segon lloc, la llarga tradició de l'escriptura mesoamericana va contribuir-hi abraçant ràpidament l'alfabet llatí utilitzat pels espanyols i donant lloc a moltes obres literàries escrites durant els primers segles després de la conquesta espanyola de l'Imperi asteca. Algunes obres literàries importants en llengües mesoamericanes són: La narració mitològica del Popol Vuh i la dansa dramatitzada Rabinal Achí tots dos escrits en quiché clàssic. La monumental obra etnogràfica Còdex Florentí i les belles cançons dels Cantares Mexicanos ambdues escrites en nàhuatl clàssic. Els comptes profètics i històrics dels llibres de Chilam Balam escrits en yukatek. Així com nombrosos documents més petits escrits en altres idiomes indígenes en tot el període colonial. No ha sorgit encara cap veritable tradició literària de llengües mesoamericanes de l'època moderna.

## Àrea lingüística mesoamericana
Al llarg dels mil·lennis en què els parlants de diferents llengües mesoamericanes van entrar en contacte les llengües van començar a canviar i mostrar similituds amb altres. Això ha resultat a Mesoamèrica evolucionant cap a una zona lingüística de difusió, una "sprachbund" on la majoria de les llengües, tot i tenir diferents orígens, comparteixen alguns trets lingüístics importants. Els trets que defineixen la sprachbund mesoamericana són pocs però ben establerts: les llengües utilitzen substantius relacionals per expressar les relacions espacials i altres, tenen un sistema de numeració  de base 20 (vigesimal), la seva sintaxi mai posa el verb al final i a conseqüència d'això no utilitzen referències clau, utilitzen un model diferent per expressar possessió nominal i comparteixen una sèrie de calcs semàntics. Alguns d'aquests trets són menys definitoris per a la zona, però encara estan molt estesos, com ara: la presència de llenguatge xiulat, incorporació de substantius en verbs, la derivació de iocatius en substantius, indicació gramatical de possessió inalienable o íntima. Terrence Kaufman ha treballat amb la documentació del procés d'aquesta convergència lingüística i argumenta que els més probables donants dels préstecs a altres llengües mesoamericanes són les llengües mixe-zoque i totonaca, Això és compatible amb la teoria que una o dues d'aquestes cultures van tenir un paper destacat com a poder dominant en la història primerenca de Mesoamérica.

## Classificació

### Uto-asteca
(Les altres branques estan fora de Mesoamèrica.)
- Corachol  • Nayarit, Jalisco
  - Huichol  • 20,000 parlants nadius
  - Cora  • 15,000
- Azteca
  - Nàhuatl 1.380.000
    - Pochutec - Costa d'Oaxaca († EXTINGIT)
    - General Aztec (Nahuatl)
      - Perifèria occidental • Michoacán, Durango, Guerrero
      - Perifèria oriental • S Veracruz, N Oaxaca, Tabasco
      - Huasteca • N Veracruz, Puebla, Hidalgo
      - Centre • Mèxic, Morelos, Tlaxcala, Puebla, Hidalgo

    - Pipil Costa pacífica de Chiapas, Guatemala, El Salvador

### Otomang
- Otopameanes
  - Otomies
    - Otomí • Hidalgo, Guanajuato, N estat de Mèxic, Querétaro  • 350.000
    - Mazahua • Michoacán, W estat de Mèxic  • 150.000

  - Pamean
    - Chichimec • Guanajuato  • 
    - Pame • San Luis Potosí, NW Hidalgo  • 4.200
    - Chichimeca Jonaz

  - Matlatzinca-Ocuilteco
    - Matlatzinca • SW estat de Mèxic  • 3.000
    - Ocuiltec
- Chinantecan (potser proper a l'otopame)
  - Chinantec • N Oaxaca  • 100.000

- Supanecan
  - Tlapanec (Yopi) • Guerrero  • 44.000
  - Subtiaba • Nicaragua, El Salvador  • EXTINGIT
- Mangue (potser proper al Supanecan)
  - Chiapanec • Chiapas  • EXTINGIT
  - Chorotegan • Honduras  • EXTINGIT
  - Mangue • Nicaragua  • EXTINGIT
  - Nicoyan • Costa Rica  • EXTINGIT

- Popoloca
  - Mazateca  • SE Puebla, N Oaxaca  • 145.000
  - Ixcatec
  - Popoluca  • SE Puebla, NW Oaxaca  • 37.000
  - Chocho
- Llengües zapoteques (potser properes al Popoloca)
  - Zapoteca • Oaxaca  • 500.000
  - Chatino• SW Oaxaca  • 28.000
  - Soltec-Papabuco  • Elotepec Oaxaca  • EXTINGIT

- Mixteca
  - Mixteco-Cuicateco
    - Mixteca  • E Guerrero, S Puebla, W Oaxaca  • 500.000
    - Cuicateca • NE Oaxaca  • 20.000

  - Trique• W Oaxaca  • 19.000
- Amuzgo (potser proper al mixteca)
  - Amuzgo  • E Guerrero, W Oaxaca  • 20.000

### Mixe-Zoque
- Mixes
  - E & W Mixe• E Oaxaca  • 75.000
  - Olutec& Sayultec • S Veracruz  • EXTINGIT?
  - Tapachultec •  SE Chiapas  • EXTINGIT
- Zoques
  - llengües zoque • Tabasco, Chiapas, E Oaxaca  • 35.000
  - Sierra Popoluca & Texistepec Popoluca • S Veracruz  • 25.000
  - Chimalapa

### Totonaca
- Totonac • Puebla, Veracruz  • 250.000
- Tepehua • Hidalgo, Veracruz  • 10.000

### Tequistlateca(Chontal)
- Huamelultec (Lowland Oaxaca Chontal) • SE Oaxaca • 1.000
- Tequistlateca EXTINGIT ?
- chontal de les terres altes • 3.600

### Maies
- Huasteca
  - Huastec • N Veracruz, San Luis Potosí, NE Hidalgo  • 120.000
  - Chicomuceltec • S Chiapas  • EXTINGIT

- Yucateca
  - Yukatek (• Yucatán, Campeche, Quintana Roo, Belize, N Guatemala  • 750.000
  - Mopán • N Guatemala, Belize  • 11.000
  - Itzá • N Guatemala  • EXTINGIT?
  - Lacandón • Chiapas  • 1.000

- Occidental
  - Gran Tzeltalan
    - Cholan
      - Chol  • Tabasco, Chiapas  • 135.000
      - Chontal  • Tabasco  • 55.000
      - Chorti  • Honduras, E Guatemala  • 30.000

    - Tzeltalan • Chiapas
      - Tzeltal  • 215.000
      - Tzotzil  • 265.000

  - Gran Kanjolabal • NW Guatemala, Chiapas
    - Chuj
      - Chuj • NW Guatemala  • 50.000
      - Tojolabal • Chiapas  • 35.000

  - Kanjolabal (Q’anhob’al) • NW Guatemala
    - Solomec  • 80.000
    - Akatek  • 60.000
    - Jacaltec  • 100.000

  - Mochó (Cotoque) • SE Chiapas
    -       - Motozintlec  • EXTINGIT?
      - Tuzantec  • EXTINGIT?

- Oriental
  - Gran Mamn
    - Mamn
      - Mam • W Guatemala  • 535.000
      - Tektiteco • frontera Chiapas-Guatemala  • 2.300

    - Ixilan  • NW Guatemala
      - Ixil  • 70.000
      - Aguacatec (Awakateko)  • 18.000

  - Gran Quiché
    - Quiché  • C Guatemala
      - Quiché  • 2.420.000
      - Cakchiquel  • 450.000
      - Tz'utujil  • 85.000
      - Sacapultec  • 35.000
      - Sipacapan  • 8.000

    - Kekchi • C & E Guatemala  • 420.000
    - Pocom • C & E Guatemala
      - Pocomchi  • 90.000
      - Pocomam  • 50.000

    - Uspantec • NW Guatemala  • 3.000

### Llengües txibtxa
(altres branques estan fora de Mesoamèrica)
- Paya (Pech) • N Hondures  • 1.000

### Misumalpa
- Miskito • Nicaragua  • 185.000
- Sumo  • 7.000
- Matagalpa  • EXTINGIT

## Aïllades
- P'urhépecha (Tarascan) • SW Michoacán  • 120.000
- Cuitlatec • Guerrero  • EXTINGIT
- Huave (Wabe) • SE Oaxaca  • 14.000
- Xinca • SE Guatemala  • EXTINGIT
- Lenca • SW Hondures, El Salvador  • EXTINGIT?

## Grups proposats
- Hoka
- Penutià

- Macro-maia
  - Mayan
  - Mixe-Zoque
  - Totonaca
  - Huave

- Macro-txibtxa
  - Txibtxa
  - Misumalpa
  - Xinca
  - Lenca

- Tolateca
  - Tequistlateca
  - Jicaque

- Totozoque
  - Mixe-Zoque
  - Totonaca